# Колањ
Колањ (фр. Colagne) је река у Француској. Дуга је 59 km. Улива се у Лот. 